# Szarv

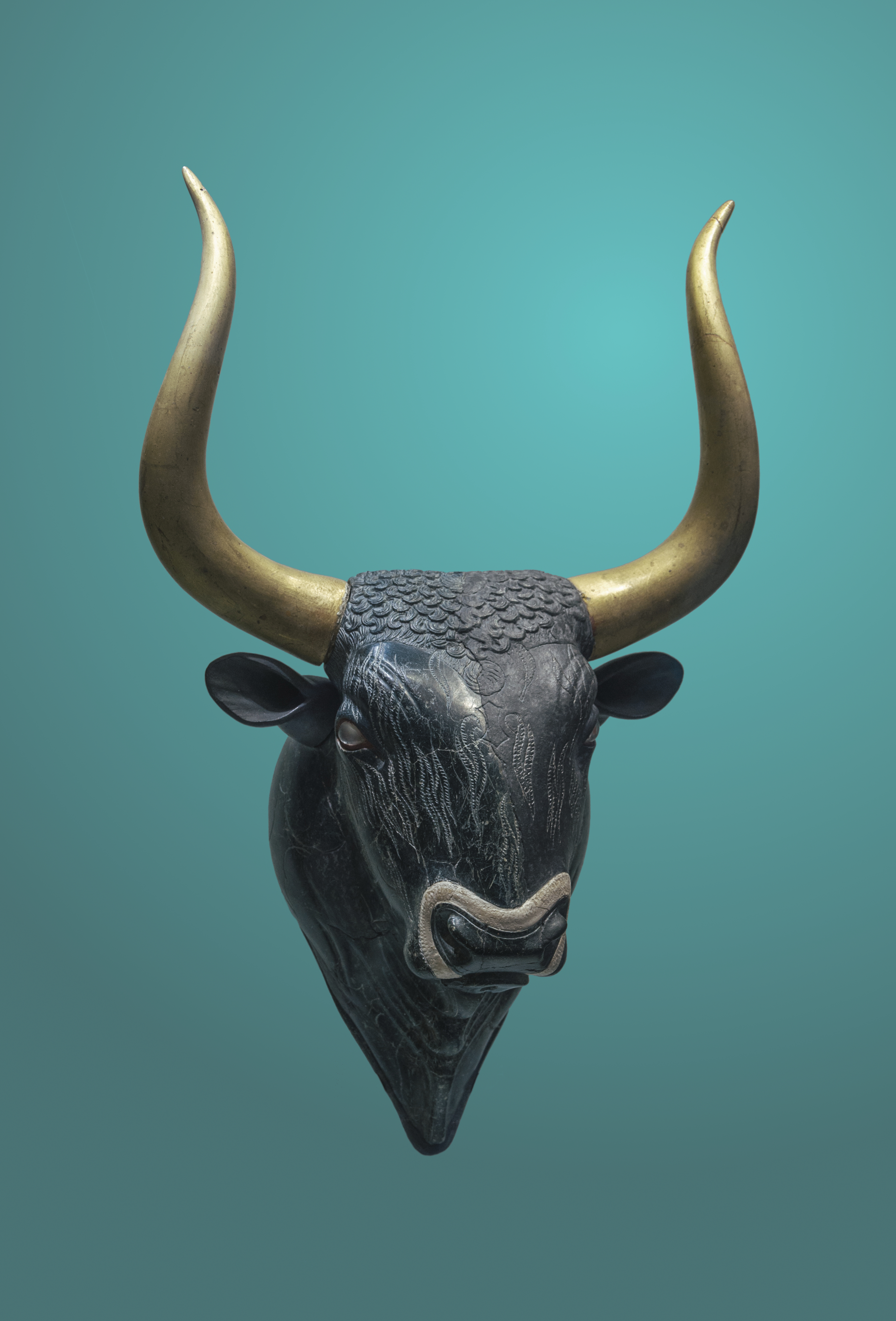
Bikaszarv

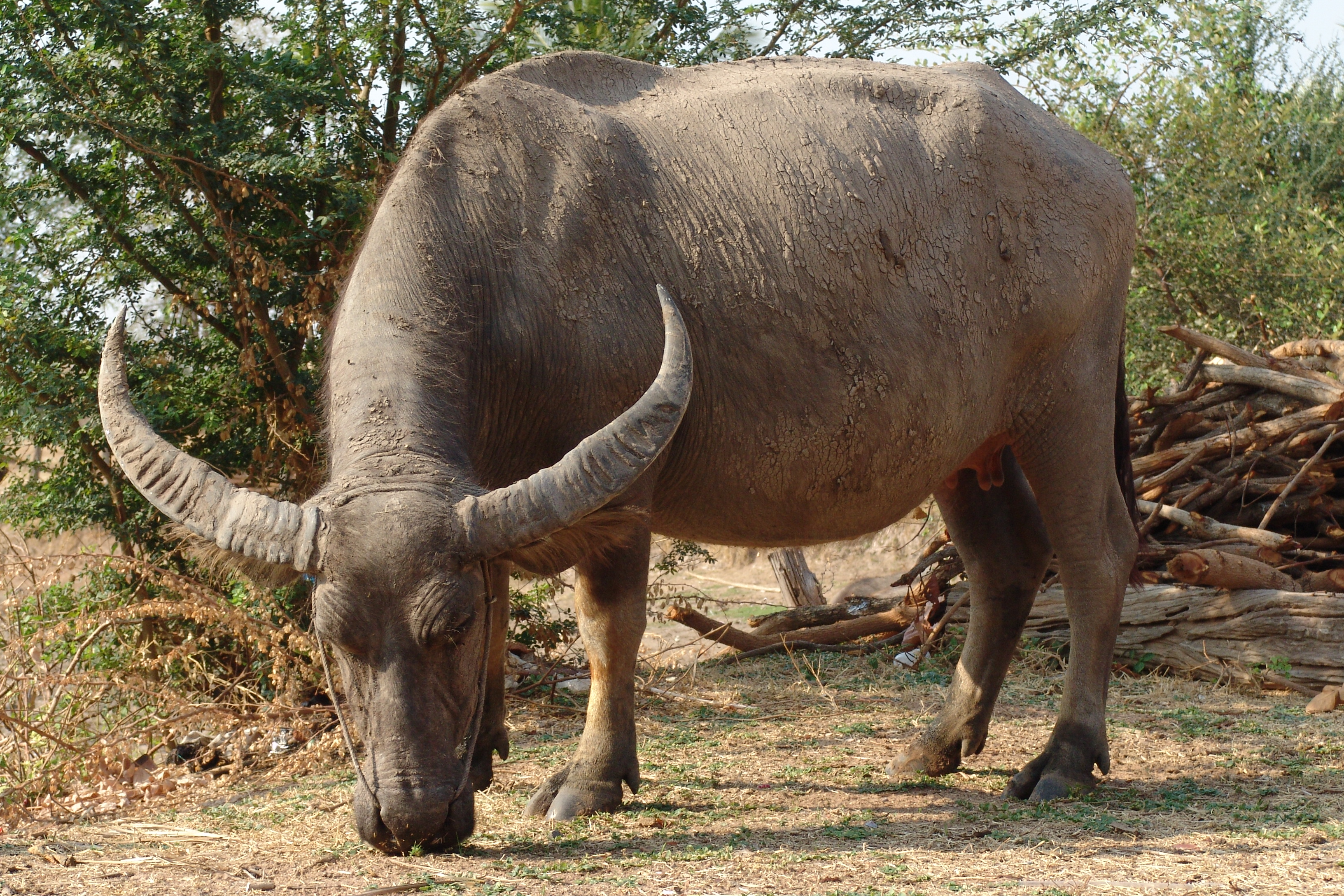
Vízibivaly

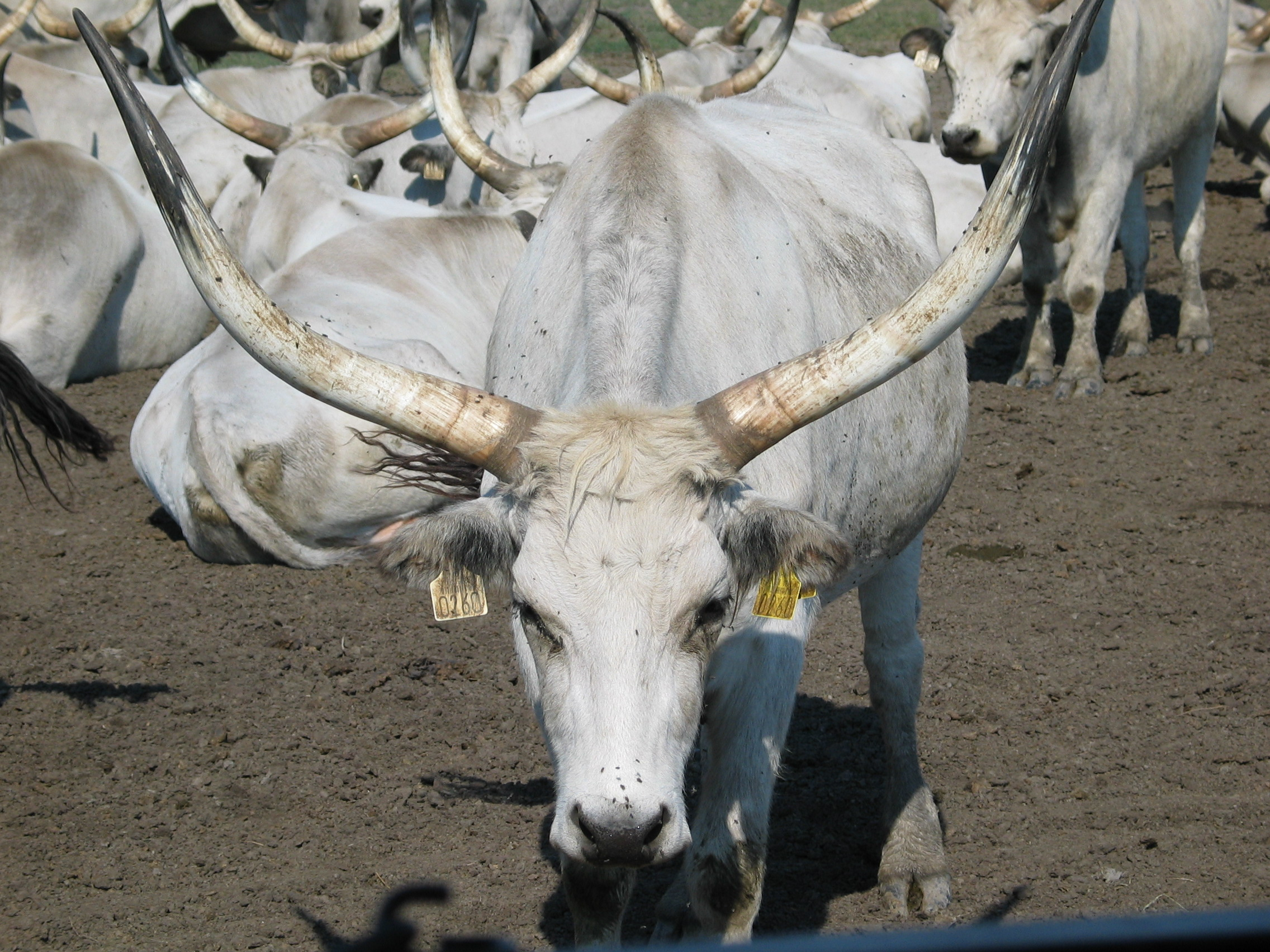
Magyar szürkemarha

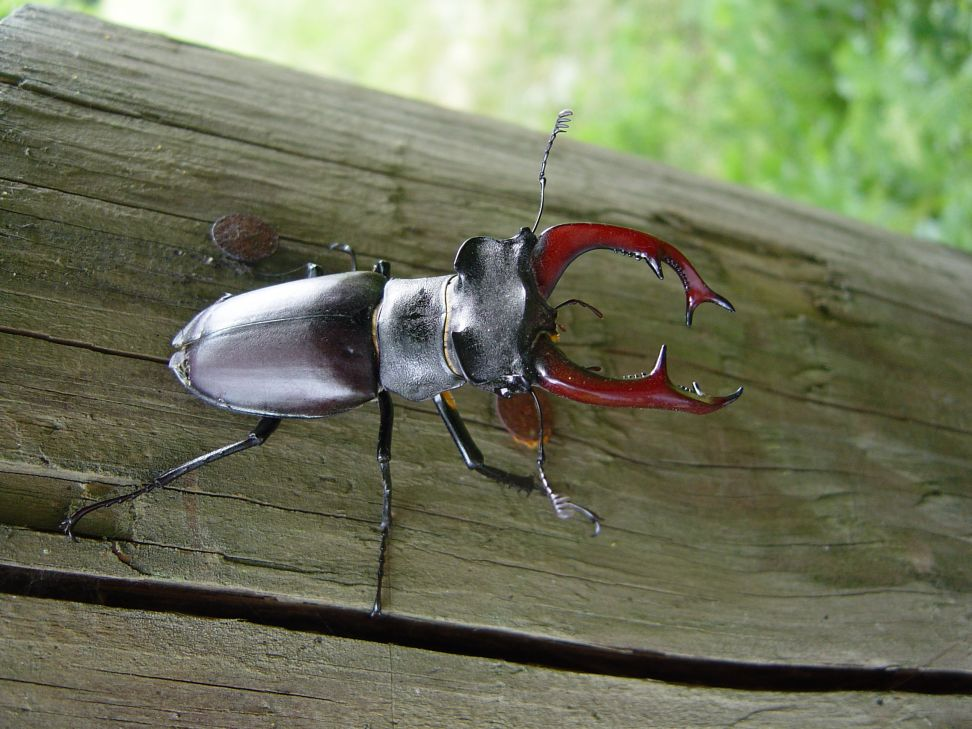
Szarvasbogár

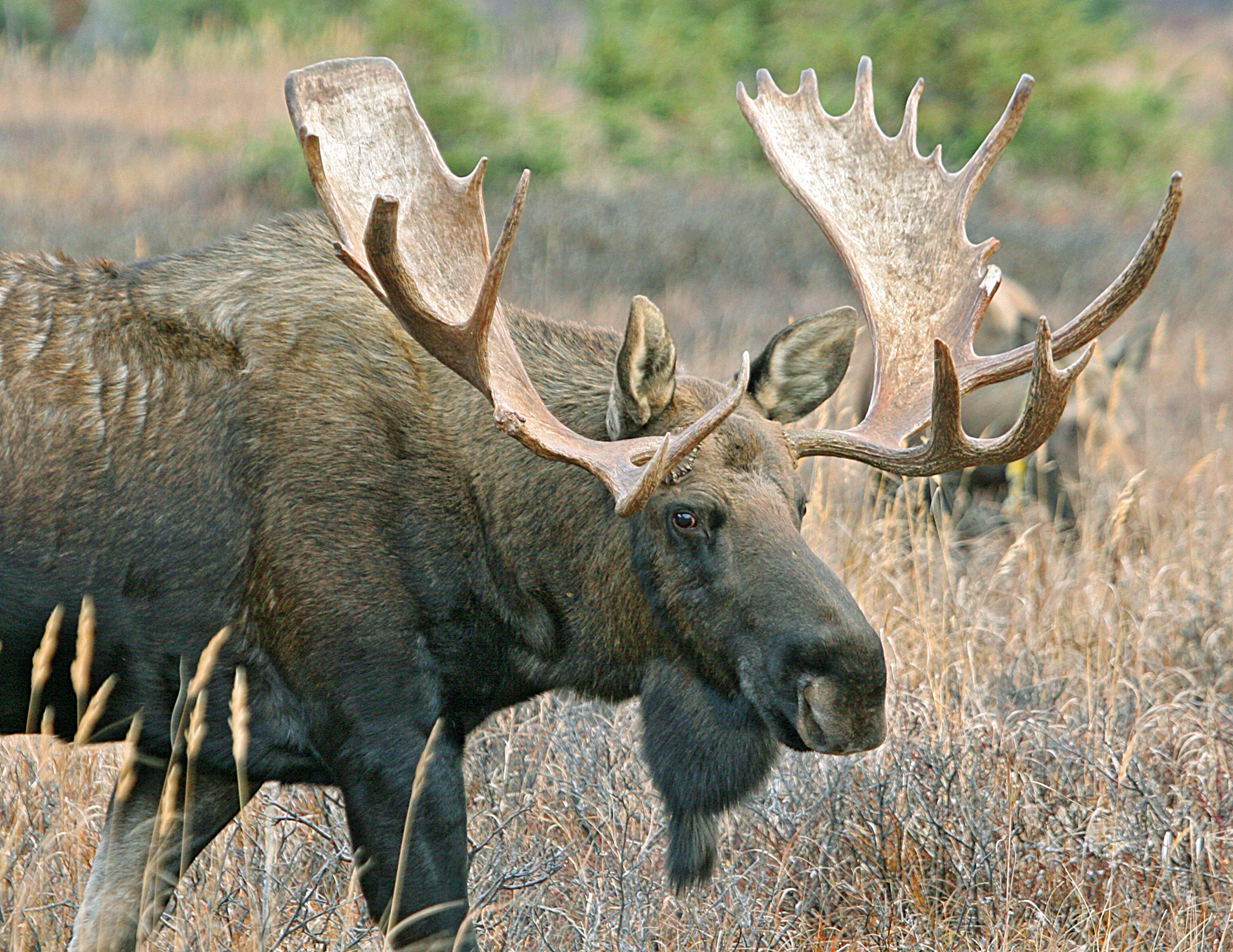
Jávorszarvas

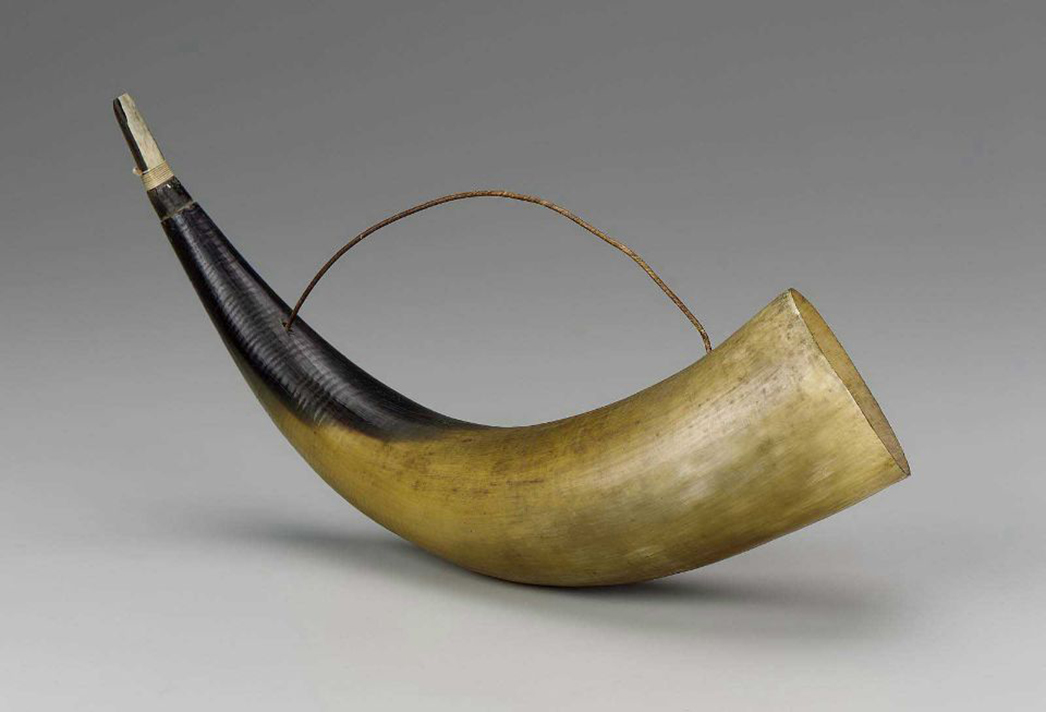
Hangszer

A szarv vagy tülök egy szaruképződmény, a kérődző emlősök egyik csoportjának, a tülkösszarvúaknak (Bovidae) fején előforduló nyújtvány. Ilyent viselnek az ökrök (Bos), az antilopok, kecskék, juhok, a zsiráf és az orrszarvú (Rhinoceros). Különös figyelem tárgyai a szarvak a magyar-erdélyi szarvasmarhánál, mert annak értékét befolyásolja szarvainak szépsége. Általános értelemben szarvnak nevezik a legkülönbözőbb más állatok testén előforduló különböző nagyságú és alakú nyújtványokat is. Ilyeneket találunk bizonyos bogarakon (szarvasbogár). A valódi szarv egyes esetekben sörték összenövése folytán keletkezett tömött kinövés, például a orrszarvúak (Rhinoceros), az üreges szarvúaké ellenben a homlokcsont csapját borító üreges, szaruállományú hüvely. A szarvasfélék ágas fejnyújtványai (amiket helytelenül szarvnak is neveznek) egészen más természetűek, csupán csontállományból állnak és éppen ezért ezeket, megkülönböztetésül a valódi szarvtól, agancsoknak nevezzük.
Fejlődését tekintve a szarv a kültakaró módosult képlete, hámeredetű módosult bőrképlet. Csontos alapja a homlokcsont üreges szarvnyúlványa, amit szarvcsapnak is neveznek. A szarvnyúlványt nyálkahártya borítja, kívülről elszarusodott anyagú szaruhüvely vagy szarvtömlő borítja. A szaruhüvely a fejbőr bő vérellátású kötőszövetéből képződik, amit generatív gyűrűnek neveznek. A szarv az egyed élete során folyamatosan növekszik (átmérője a szarv tövénél és a szarv hossza). A szarv nem ágazik el, de csavarodhat.
A szarv a hajszálhoz, szőrökhöz, karmokhoz, pikkelyekhez, tollakhoz stb. hasonlóan szaruállományból áll (keratin). A hígított káli a szaru legnagyobb részét feloldja, ilyenkor ammoniák képződik; ha ecetsavban főzzük, kocsonyává válik, ha pedig kénsavval kezeljük és főzzük, leucin és tirozin áll elő belőle. Egykor a szarvakat igen különböző célokra használták, így ivópoharakat, olaj, bor és más folyadékok eltartására szolgáló edényeket készítettek belőlük, de fúvós hangszer gyanánt is használták.
Az iparban az ökörszarv csak másodrendű szerepet játszik; sokkal becsesebbek a dél-amerikai, csúcsokon majdnem egyharmadig fekete, egyéb helyeken fehér, igen szilárd állományú, tiszta és áttetsző nagy szarvak. A magyar ökör szarvai szürkék, zöldesek vagy feketések fehér keverékkel; az ír tulokéi világos színűek és a feldolgoztatáskor átlátszókká válnak. A bivaly szarvai keményebb összeállásúak, állományuk finomabb, színük sötétbarna vagy feketés és csiszolva fénylenek. A kecskék, juhok, zergék stb. szarvai sokkal kisebb értékűek. A szarv hegyes, tömör csúcsát legfőképpen az esztergályosok, az üreges részt pedig a fésűsök dolgozzák fel. A nyers szarvat 2-6 hétig hideg vízben áztatják s aztán szilárd tárgyhoz való ütögetéssel szabadítják meg a csontcsaptól. Ezután lefűrészelik tömör végét, az üreges részt pár napra megint hideg vízbe, majd néhány órára forró vízbe helyezik és hevítés után hosszában ketté vágják. További hevítés után a szaruállomány könnyen lelapítható s ekkor lemezeit meleg vaslemezek között préselik fokozatos nyomás alatt. A vízben való lágyítás után e szarulemezek hasonlítanak a nyers anyaghoz s így kerülnek a kereskedésbe. Ha átlátszóbbá akarják tenni, akkor széntűz felett puhítják, a foltoktól és rostoktól megtisztítják, majd két napig hideg, pár óráig meleg vízben lágyítják, olvasztott faggyúba mártják, melegített vaslemezek között rétegezik és erős nyomásnak teszik ki. A szarulemezek hasíthatók és vékony lemezekre fűrészelhetők. A kisebb lemezek nagyobbakká forraszthatók nyomás alatt s ugyancsak nyomás útján rudak is előállíthatók. A szaru csiszolására rendesen horzsolókövet, csiszolóvásznat stb. használnak. A szaru feldolgozásánál keletkezett hulladékot trágyának és a vérlúgsógyárakban használják; de ismét eggyé önthetik és szaruanyag gyanánt értékesíthetik. Ha a szaruállományt állandóan puhává és hajlékonnyá akarják tenni, akkor tíz napig 1 liter víz, 3 liter sósav, 2 liter faecet, 5 kg csersav, 2 kg borkő és 2,5 kg kénsavas cinkoxid keverékében áztatják. A pácolásnál és festésnél különböző anyagokat és eljárásokat alkalmaznak; a feketére festéshez 120 g kénesőből, 120 g sósavból és 500 g vízből álló keveréket készítenek, ebben 12 óráig állni hagyják, majd kimossák, 1-2 óráig 15 g kénmáj, 500 g víz keverékébe helyezik s aztán jól megmossák. A szín azonban csak felületes. Ha a békateknőhöz hasonlóvá akarják tenni, akkor néhány órára 1 rész sósav és 3 rész víz 30-38 °C-os keverékébe helyezik, helyenként 2 rész szódából, 1 rész égetett mészből és 1 rész miniumból készített tömeggel borítják be, 10-15 perc múlva kimossák, megszárítják, majd ismét 4 rész berzsenyoldatból, 1 rész nátronlúgból készített fürdőben mossák meg, aztán 10-12 óra multán megszárítják és csiszolják. Hogy fémes fényt nyerjen, klórcinkbe, krómsavas cinkoxidba, klórrézbe, krómsavas rézoxidba mártják, amelyek neki különböző szineket adnak, valamennyit azonban a jódkálium pirossá változtatja.